# Aframmi
Aframmi là chi thực vật có hoa trong họ Apiaceae.